# Heiko Wommelsdorf

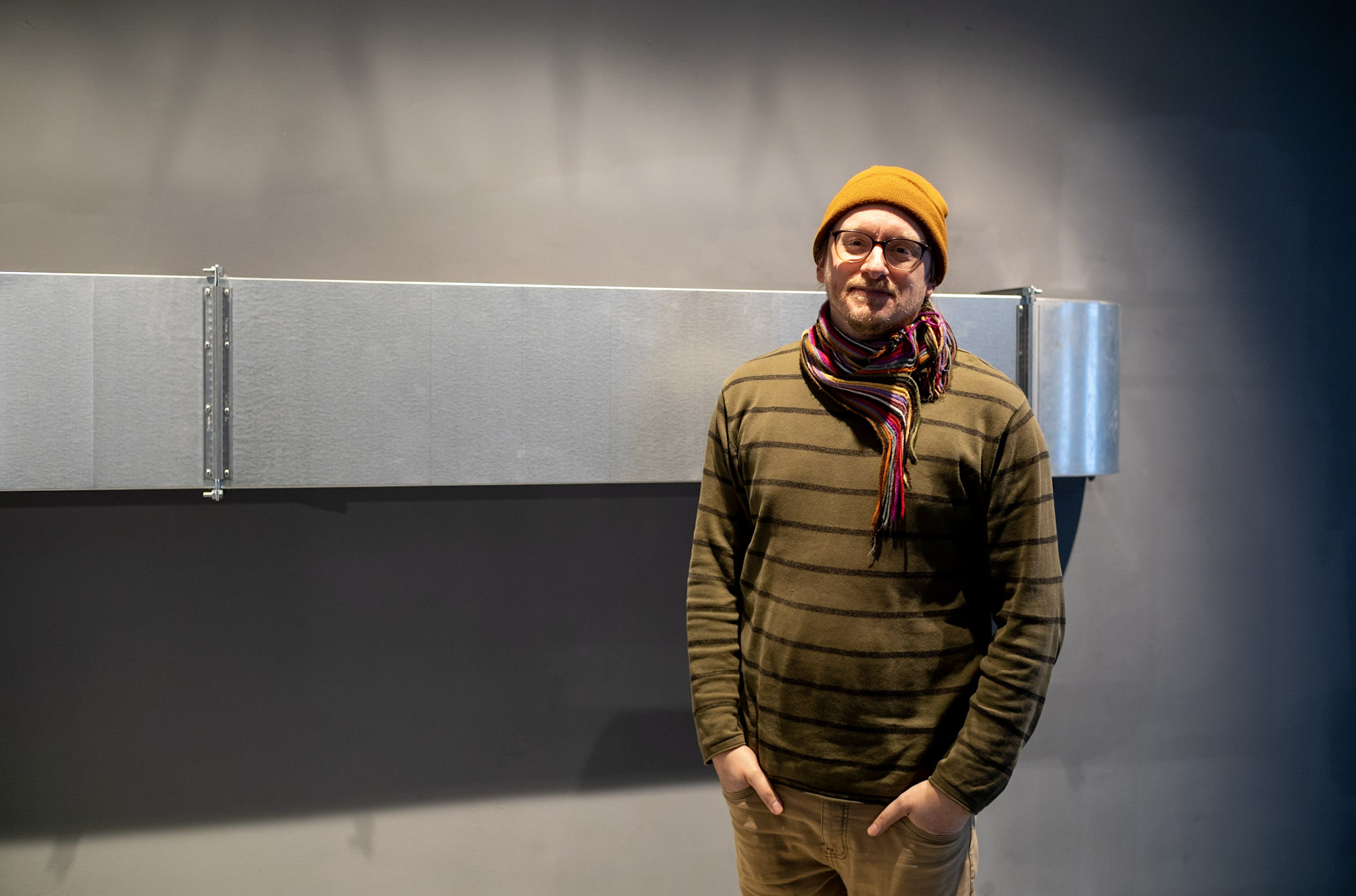
Heiko Wommelsdorf in der Ausstellung «Beschallung» im KUNST&CO.e.V für Gegenwartskunst, Flensburg.

Heiko Wommelsdorf (* 17. April 1982 in Bremen) ist ein deutscher Klanginstallations-Künstler.

## Leben
Heiko Wommelsdorf ließ sich zunächst von 2002 bis 2005 an der Eckener-Schule Flensburg als staatlich anerkannter Holzbildhauer ausbilden, ehe er 2006 an der Muthesius Kunsthochschule Kiel den Studiengang „Freie Kunst“ aufnahm. Dort absolvierte er von 2006 bis 2007 ein Grundstudium bei B.K.H. Gutmann und anschließend von 2007 bis 2009 den Studiengang Medienkunst/Kunst mit Medien bei Thorsten Goldberg und bei dem Komponisten und Installationskünstler Arnold Dreyblatt. Abschluss mit dem Bachelor Of Fine Arts.
Von 2009 an studierte er an der Hochschule für Bildende Künste Braunschweig Klangskulptur und Klanginstallation bei Ulrich Eller. Dieses Studium beendete er 2011 mit Diplom mit Auszeichnung. 2012 bekam er den Meisterschülerbrief von Ulrich Eller.
Von 2014 bis 2015 hatte Wommelsdorf einen Lehrauftrag im Bereich Klangkunst an der Muthesius Kunsthochschule Kiel inne und von 2023 bis 2024 bekleidete er eine Gastprofessur im Bereich soundart an der Hochschule der Bildenden Künste Saar.
Heiko Wommelsdorf lebt in Hamburg.

## Künstlerische Arbeit

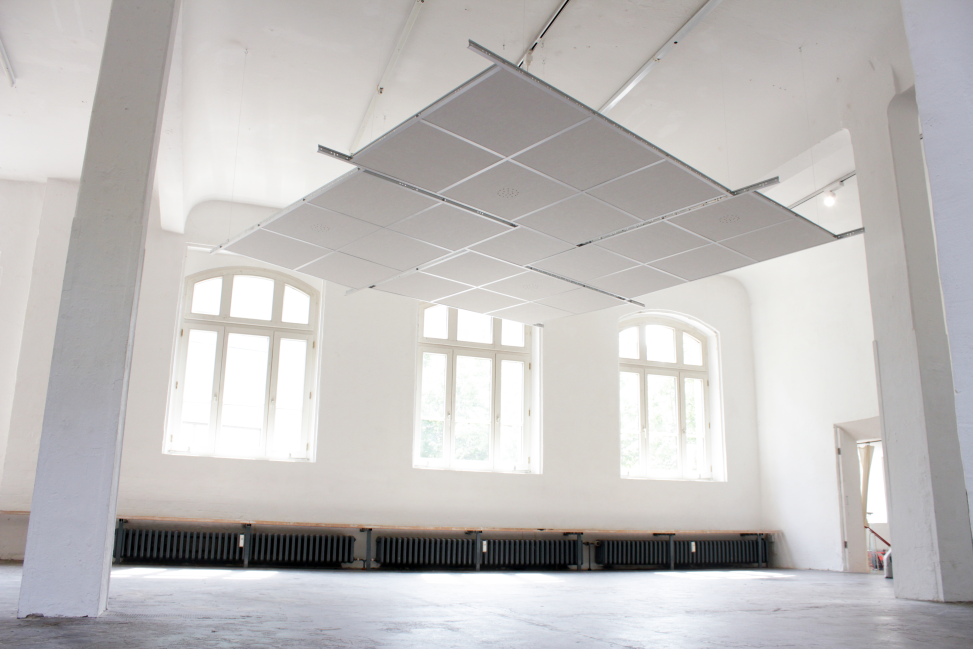
«Abgehängt» Allgemeiner Konsumverein, Braunschweig

Seit 2007 arbeitet Wommelsdorf im Medium der raumbezogenen Klanginstallation.
Wommelsdorfs Installationen sind extrem materialreduziert und fügen der reinen Akustik visuelle Komponenten hinzu. Die Rezeption seiner Komposition erfolgt ebenso über das Sehen und das Begehen wie über das Hören. Er konzentriert sich dabei auf Klangphänomene aus dem Alltag. Mit minimalen Eingriffen und dem Einsatz alltäglicher Gegenstände arbeitet er Spezifika von Gegenständen und Räumen heraus und fokussiert dabei auf die akustische Ebene des Umfeldes, die er mit einer visuellen Ebene zusammenbringt. So entstehen durch das Zusammenwirken von Klang und Objekt, Raum und Licht sinnfällige optisch-akustische Klang-Raum-Skulpturen.
Ein großer Teil seiner Arbeit ist die Erforschung von Räumen. Somit ist „der Raum“ ein wesentlicher Bestandteil der künstlerischen Praxis und mehr als nur ein Rahmen: Er steuert seinen architektonischen, funktionalen und historischen (Bau)Körper mit vielen Eigenschaften bei und wird so Teil der Arbeit.

## Auszeichnungen
- 2024 PAV_STIP, Kulturwerk SH, Pinneberg[9]
- 2022 NEUSTART KULTUR Stipendium der Stiftung Kunstfonds, Bonn[10]
- 2021–22 Arbeitsstipendium der Stiftung Kunstfonds, Bonn[11]
- 2020 Projektstipendium der Dorit und Alexander Otto Stiftung
- 2020 Residenzprojekt Dialogfelder, Klub Solitaer e.V., Chemnitz[12]
- 2020 Atelierstipendium Künstlerhäuser Worpswede[13]
- 2017–2018 BS Projects, Stipendium des Landes Niedersachsen an der HBK Braunschweig[14]
- 2015–2016 Stipendium der HAP-Grieshaber-Stiftung, Reutlingen[15]
- 2015 Ausstellungsförderung der Stiftung Kunstfonds, Bonn[16]
- 2014 Ehrenpreis der Muthesius Gesellschaft[17]
- 2014 Aufenthaltsstipendium des Schleswig-Holsteinischen Künstlerhauses Eckernförde[18]
- 2013 Stereo Not Mono Preisträger, Landesvertretung Schleswig-Holstein, Berlin
- 2012–2013 Aufenthaltsstipendium des Landkreises Gifhorn im Künstlerhaus Meinersen[19]
- 2011 Aufenthaltsstipendium des Landes Schleswig-Holstein im Künstlerhaus Lauenburg[20]

## Ausstellungen (Auswahl)
- 2024 «music is obsolete» GAVU Galerie, Prag (Tschechien)[21]
- 2024 «Konduktion über ein ruhendes Medium» Nizza, Berlin[22]
- 2024 «Abgehängt» Allgemeiner Konsumverein, Braunschweig[23]
- 2023 «Beschallung» KUNST&CO. e.V für Gegenwartskunst, Flensburg[24]
- 2022 «NORTH OVERSEE» Kunsthalle Wilhelmshaven[25]
- 2021 «KiöR 2021 – Bestandsaufgabe» Kunstverein Wolfenbüttel[26]
- 2018 «Wommelsdorf und Schulz zum Quadrat» Städtische Galerie Kubus, Hannover
- 2018 «88. Herbstausstellung» Kunstverein Hannover[27]
- 2017 «Raum» Galerie Mitte im KUBO, Bremen[28]
- 2017 «Räume» Galerie in der Wassermühle Trittau[29]
- 2016 «Nebengeräusche» Saarländisches Künstlerhaus Saarbrücken[30]
- 2016 «Heiko Wommelsdorf» Städtische Galerie Reutlingen[31]
- 2015 «Waterscapes – Wasserlandschaften» Stadtgalerie Kiel[32]
- 2015 «Przewrotność // Tücken» Altonaer Museum, Hamburg[33]
- 2015 «Es lebe die Krise!» Galerie im Marstall Ahrensburg[34]
- 2014 «Hochregallager» Museum Tuch + Technik, Neumünster[35]
- 2014 «Muthesius Preis» Kunsthalle Kiel[36]
- 2014 «Marta Intermezzo» Marta Herford
- 2013 «Stereo not Mono» Stadtgalerie Elbeforum, Brunsbüttel[37]
- 2012 «Stereo not Mono» Gallery F 15, Moss (Norwegen)[38]
- 2012 «TonArt» City Gallery des Kunstverein Wolfsburg
- 2011 «Unterwelt» MaximiliansForum, München
- 2010 «Klanglumineszenz» Kleiner Wasserspeicher, Singuhr-Hoergalerie Berlin[39]
- 2009 «ISEA2009» IMOCA, Dublin (Irland)
- 2008 «Video-Romanzen» Herbert-Gerisch Stiftung Neumünster[40]
- 2007 «Klangraum Flensburg» Museumsberg Flensburg[41]

## Publikationen (Auswahl)
- Wommelsdorf und Schulz zum Quadrat, Städtische Galerie KUBUS, Landeshauptstadt Hannover, Berlin 2019[42]
- Thermohygrograph – Institutionelle Störungen, Heiko Wommelsdorf, Berlin 2018
- Heiko Wommelsdorf – Multifunktions-Kabel, Ele Hermel / Galerie Mitte, KUBO-Verlag, Bremen 2017[43]
- Heiko Wommelsdorf – Räume, Sparkassenkulturstiftung Stormarn, Gudberg Nerger GmbH, Hamburg 2017, ISBN 978-3-945772-26-3[44]
- Heiko Wommelsdorf – Atelier, Städtisches Kunstmuseum Spendhaus Reutlingen, Kehrer Verlag, Heidelberg 2016, ISBN  978-3-86828-719-6[45]
- Heiko Wommelsdorf – Vor Ort, Kunstraum Tosterglope e.V., BAR M, Berlin 2015
- Verfehlte Schöpfung #3, P/ARTIKEL, GUDBERG GmbH & Co. KG, Hamburg 2014, ISBN 978-3-943061-49-9
- Heiko Wommelsdorf – Zugezogen, Hallenbad – Kultur am Schachtweg, Wolfsburg 2013
- Heiko Wommelsdorf – 2007–2012, Heiko Wommelsdorf, Berlin 2013, ISBN 978-3-00-041701-6
- 100 Lochstreifen (inkl. Audio-CD), Heiko Wommelsdorf, Berlin 2013
- Heiko Wommelsdorf / Klanginstallationen, Hochschule für Bildende Künste Braunschweig, Altenburg 2012